# Mas Sant Jaume
El Mas Sant Jaume és un monument protegit com a bé cultural d'interès local del municipi de Tordera (Maresme).

## Descripció
És una masia situada als afores de Tordera, a la banda sud del barri de Sant Andreu, en direcció a la carretera de la Costa Brava. Al davant hi ha l'ermita de Sant Jaume.
Està ben conservada; presenta la teulada de dues vessants, portal rodó dovellat i dues finestres gòtiques al costat.
La casa ha estat reformada a l'interior i té la banda dreta un cos que actualment completa el servei de restaurant i que podria haver fet de pallissa. A l'angle de l'esquerra hi ha una garita per a la defensa de la casa que completa el conjunt, amb l'era, de tots els serveis entre la casa i l'ermita.

## Ermita de Sant Jaume
És una capella de propietat particular situada davant el Mas de Sant Jaume, als afores de Tordera, al cantó sud del barri de Sant Andreu en direcció a la carretera Tordera-Girona.
Separada per l'era, presenta planta rectangular amb absis semicircular i façana coronada per una espadanya i una creu. Estil molt rústec, el que fa difícil esbrinar l'època en què es va construir.
Al seu interior es troben interessants retaules del segle xvi amb passatges de la vida del Sant. Durant la guerra civil va quedar molt destruïda. Actualment està restaurada i té un porxo lateral afegit recentment.